# ترومس

موقعیت ترومز (ترومس) در نروژ

 یا ترومسا (نروژی: Troms ,فنلاندی: Tromssa) یکی از استان‌های شمالیِ نروژ است که از شمال‌شرقی با فینمارک و از جنوب‌غربی با نوردلاند هم‌مرز است. همچنین در بخش جنوبی با استان نوربوتن سوئد هم‌مرز است و در جنوب‌شرقی نیز مرز کوتاهی با استان لاپ‌لند فنلاند دارد. از سمت شرق نیز به دریای نروژ (اقیانوس اطلس) متصل است.

مرکز آن شهرِ ترومسو (ترومسا) است.